# Stèle de Beaulieu
La stèle de Beaulieu, dite aussi menhir de Sainte-Anne, Pierre Longue ou La Grande Borne, est une stèle protohistorique du IIe siècle av. J.-C., située à Clermont-Ferrand dans le département du Puy-de-Dôme.
Elle ne doit pas être confondue avec un homonyme, le menhir de Beaulieu, à Avrillé en Vendée.

## Historique
L'édifice a fait l’objet d’un classement, avec la dénomination «menhir, milliaire», au titre des monuments historiques en 1924. Avant son classement en 1924, il avait  en effet été envisagé qu'il pourrait s'agir d'une borne milliaire romaine, en raison de la proximité d'une voie antique avec le site.
À la suite des fouilles réalisées sous sa direction en 2008, Frédéric Surmely conclut que « le bloc a été érigé au cours de la période de la Tène et s’apparenterait donc à une stèle de l’âge du fer, comme celles connues dans l’Ouest de la France, malgré l’absence de contexte funéraire. L’hypothèse d’un menhir néolithique redressé apparaît moins probable, compte tenu de l’absence de mobilier néolithique et de toute trace d’une fosse de calage plus ancienne »,.

## Localisation
La pierre se trouve à quelques dizaines de mètres, au sud-est du carrefour des routes départementales 772 (rue Élisée-Reclus) et 766 (avenue du Brézet), et à quelques mètres de la route, sur le terre-plein délimité par l'ancienne route, dans la végétation clairsemée.
Elle est située à environ 400 m au sud-est du menhir du Puy de la Poix.

## Description

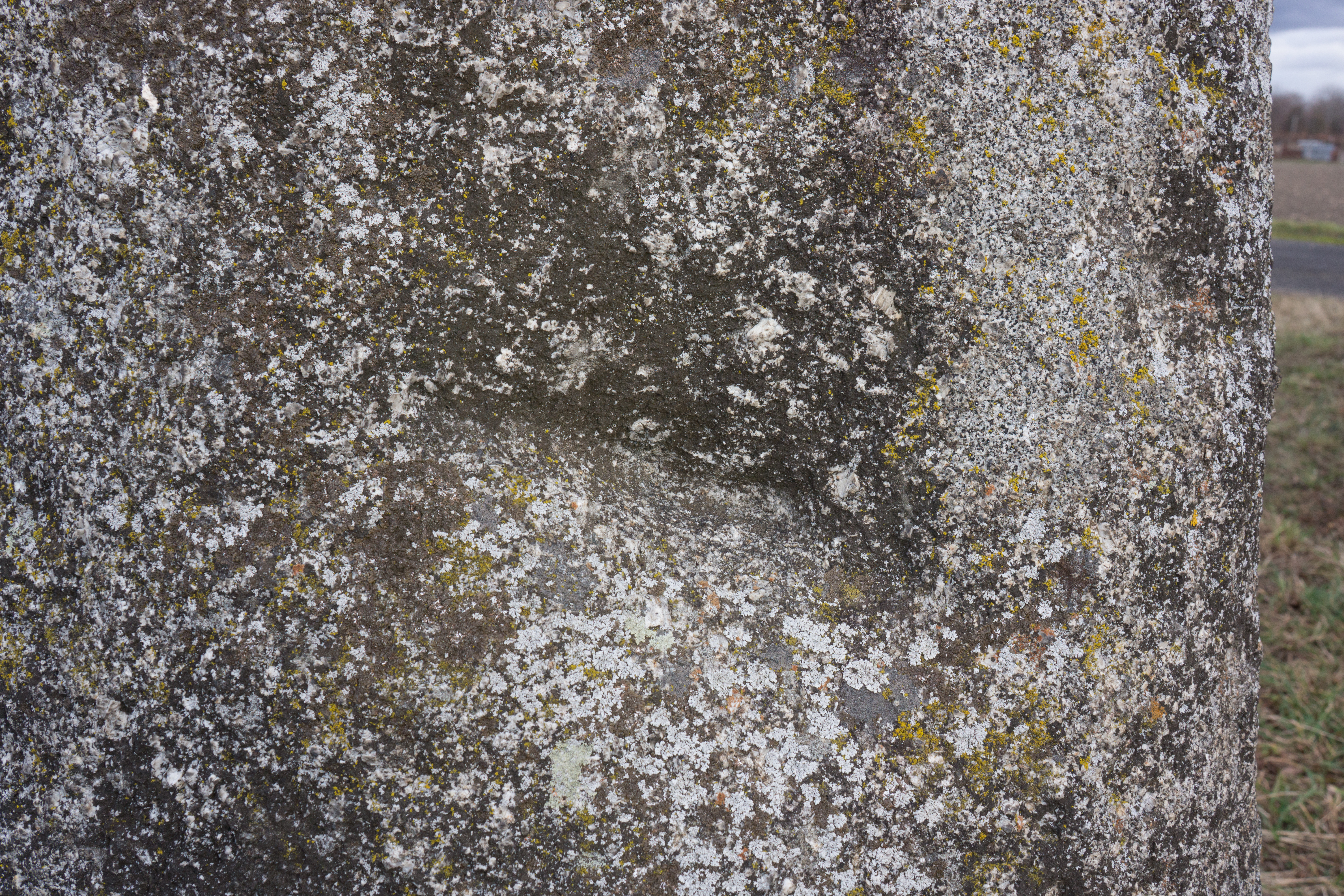
La dépression à la surface de la stèle.

La pierre est un bloc de granite porphyroïde provenant des gorges de l’Artière (Ceyrat), à une distance d’environ 9 km. Sa section est de forme cylindrique avec quatre faces régulières. Il mesure 5,70 m de hauteur totale, et a fait l'objet d'un important remblaiement à la base puisque seuls 2,50 m sont visibles.
Il comporte une dépression de forme ovalaire (21 cm de longueur par 13,5 cm de large et 7 cm de profondeur) sur la face sud-ouest. Le sommet est légèrement arrondi. Son poids est évalué à 18 tonnes.
D'après Frédéric Surmely, « la forme très régulière du bloc laisse penser que le bloc a été équarri, ce qui est la règle générale en ce qui concerne les stèles protohistoriques. ».